# 균상식육종
균상식육종(菌狀食肉腫, 영어: Mycosis fungoides, granuloma fungoides)은 가장 흔한 피부T세포림프종의 종류로써, 알버트-바진 증후군 혹은 육아식육종으로 알려져 있다. 주로 피부에 영향을 미치나, 시간을 거쳐 내부적으로 병이 발전하는 경우 또한 발생한다. 발진, 종양, 피부 병변, 그리고 가려운 피부가 주된 증상으로 나타난다.
발병 원인은 명확히 밝혀져 있지 않으며, 대부분의 경우는 유전에 의해 발생하지 않는다. 대부분의 환자들은 20세 이상이며, 남성에서의 유병률이 여성보다 높은 것이 보편적이다. 치료로 햇빛 노출, 자외선 치료, 국소적 코르티코스테로이드, 화학요법, 그리고 방사선치료 등이 있다.

## 같이 보기
- 세자리병